# جلال‌الدین تاج
جلال‌الدین تاج اصفهانی (زادهٔ ۱۲۸۲ – درگذشتهٔ ۱۳ آذر ۱۳۶۰) خواننده موسیقی سنتی اهل ایران بود.

## زندگی
تاج اصفهانی در سال ۱۲۸۲ در اصفهان‏ زاده شد. پدرش اسماعیل معروف به تاج‌الواعظین بود که تا حدی با دستگاه‌های‏ موسیقی سنتی ایرانی‏ آشنایی داشت. تاج در ده سالگی نزد پدر و استادانی چون سید عبدالرحیم اصفهانی، نایب اسدالله، حسین خضوعی، حسین عندلیب، حبیب شاطرحاجی به دانش‌اندوزی پرداخت. وی به شعرهای سعدی علاقهٔ زیادی داشت و گزیده‌هایی از اشعار سعدی و دیگر شاعران را حفظ بود و در هنگام اجرای آواز به تناسب زمان و محیط از آن اشعار استفاده می‌کرد.
دکلاماسیون شعر، تحریرهای برجسته، تنوع تحریری، صدایی رسا و قدرتمند و مناسب خوانی برخی از ویژگی‌های آوازی اوست.

## فعالیت هنری
او از همان سال ۱۳۱۹ همکاری با رادیو را آغاز کرد و از ۱۳۲۸ به همکاری با رادیو اصفهان پرداخت. تاج، ضمن خوانندگی، سرپرست نوازندگان رادیو اصفهان نیز گردید. وی در رادیو اصفهان به اجرای برنامه‌هایی با تار اکبرخان نوروزی و برنامهٔ آموزش گوشه‌های دستگاه‌های موسیقی ایرانی پرداخت.
در سنین جوانی بنا به ارشاد قطب‌السادات تاج چندی را نزد شیخ خزعل گذراند و پس از فروپاشی دستگاه شیخ، به رشت و تهران و اصفهان سفر کرد و در اصفهان ساکن گردید.
از ماندگارترین آثارش می‌توان به آتش دل اشاره کرد.

## شاگردان تاج اصفهانی
از جمله شاگردان جلال تاج اصفهانی می‌توان به نام‌هایی نظیر جواد حاجی ده آباد میبدی احمد مراتب متخلص به درة التاج، هوشمند عقیلی، حسین خواجه‌امیری (ایرج)، علی‌اصغر شاه‌زیدی، محمدتقی سعیدی، فضل‌الله شاه‌زمانی، رضا قرنیان اصفهانی، مرتضی شریف، محمود نجارزادگان، کریم سماوی، حمیدرضا نوربخش، ملک محمد مسعودی، عسگری آقاجانیان میری، سید رضا طباطبایی‌نیا، علی رستمیان، علی‌رضا افتخاری، ناصر یزدخواستی و به خصوص معین اشاره کرد.
علیرضا افتخاری آلبوم آتش دل و ترانهٔ به‌یاد استاد تاج را به وی تقدیم کرده‌است. در ۲۹ تیر ۱۳۹۴، معین یکی از شاگردان تاج اصفهانی، ترانهٔ آتش دل را به یاد استادش با تنظیمی از کاظم عالمی بازخوانی کرد.

## آثار
از مشهورترین آثار جلال‌الدین تاج اصفهانی صفحه آواز همایون است که در حدود ۱۳۱۲ خورشیدی در تهران ضبط شد. این اثر، دهه‌های متوالی از شهرت و محبوبیت برخوردار بود و از آثار معیار در بررسی مکتب آواز اصفهان است.
- جلال تاج اصفهانی در مصاحبه‌ای در اوایل دههٔ ۱۳۵۰ مدعی شد که خود او بود که برای اولین بار تصنیف مرغ سحر را در باغ سهم‌الدوله اجرا کرده‌است.[۸]
- در ۱۱ مرداد ۱۳۹۸، آثاری که در دوران جوانی تاج توسط کمپانی‌های مختلف ضبط و آرشیو شده بود منتشر شد.[۹]
- ترانه آتش دل که توسط جلال‌الدین تاج اصفهانی خوانده شده، از آثار مشهور او به حساب می‌آید
- اذان تاج یکی از دلنشین ترین هاست.

## زندگی شخصی
محمدرضا شجریان تاج اصفهانی را این‌گونه توصیف می‌کند:
«... شادروان تاج مردی بود سلیم‌النفس و با مناعت طبع هرگز در طول مدت زندگی اش به خاطر مال دنیا و مسائل مادی به کسی کرنش نکرد و به این خاطر مدح کسی را نگفت و از همه تعریف و تمجید می‌کرد و همه را با نام خیر یاد می‌کرد، شاید کسی به خاطر نداشته باشد که او حتی یک بار از کسی گلایه کند یا از کسی بد بگوید او حتی اگر از کسی رنجشی می‌دید و خاطرش آزرده می‌شد، این رنج و آزردگی را با سکوت بزرگوارانه‌ای تحمل می‌کرد. تاج از استادانش با احترام فراوانی یاد می‌کرد. با دوستانش با مهربانی و عطوفت رفتار می‌کرد و حتی تا آخرین روزهای عمرش به اغلب دوستانش سرکشی و احوال پرسی می‌کرد. او با شاگردانش نیز عطوف و مهربان بود و مانند پدری خود را موظف به غمخواری آنان می‌دانست. شادروان تاج در زندگی یک همسر اختیار کرد و همیشه از او به عنوان یک کدبانوی خانه‌دار مهربان و دلسوز که موجب و موجد گرمی کانون خانوادگی او است نام می‌برد. خداوند به تاج از این همسر شش فرزند عطا کرد؛ چهار دختر به نام‌های: تاجی، پروین، هما، پروانه و دو پسر به نام‌های: همایون و جمشید …».
علیرضا افتخاری دربارهٔ تاج اصفهانی می‌گوید:
استاد تاج از نظر اخلاقی به‌گونه‌ای بود که سعی می‌کرد حتی پا روی مورچه‌ای نگذارد. ایشان حتی حواسشان بود که مانند برخی افراد که با طمطراق و غرور پایشان را روی خاک می‌گذارند و حرکت می‌کنند، پا روی خاک نگذارند. حواسشان بود که خدای ناکرده حرفی یا سخنی را به زبان نیاورند که دلی را آزار بدهد. باید بدانیم که همه گرفتاری‌های ما به سبب دل‌شکنی یکدیگر است. چرا بچه من یا بچه‌های ما دلشان باید در دانشگاه بشکند؟ منِ پدر چه می‌توانم بگویم وقتی مثلاً رئیس دانشگاه دل بچه مرا می‌شکند؟ شاید کسی نداند، اما منِ پدر این را می‌دانم و منِ پدر باید بلرزم و بگویم چرا؟ اما راه چاره‌ای هم ندارم.
تأکید استاد تاج در کلاسشان نه بر روی ردیف بود و نه آواز؛ بیشترین تأکید ایشان تنها بر روی اخلاق بود و می‌گفتند بچه‌ها مواظب باشید دلی را نشکنید.— علیرضا افتخاری، ایرنا
علی تجویدی از نوازندگان ویلن دربارهٔ تاج اصفهانی گفته‌است:
به راستی تاج اصفهانی از جمله چهره‌های درخشان عالم هنر و خوانندگی است که شاید سالیان دراز مادر دهر چنان فرزندی نزاید. تاج اصفهانی صرف‌نظر از هنر و هنرمندی واجد شرایط صفات برجسته‌ای بود. از مکارم اخلاقی، مناعت طبع، بزرگ‌منشی و وارستگی گرفته تا ظرافت طبع و خوش‌صحبتی همه دست‌به‌دست هم داده و از تاج انسانی نمونه به وجود آوردند تا جایی که هیچ‌کس پیدا نمی‌شود که او را دیده باشد و شیفته‌اش نشود.
اکبر گلپایگانی دربارهٔ دلایل ماندگاری تاج اصفهانی می‌گوید:
ایشان یک هنرمند صاحب سبک بود و همیشه وقتی از آثار ایشان صحبت می‌شود، سبکشان قابل تعمد است. تاج اصفهانی در کار خودش استاد بود و جزو چند نفری بود که در کار خودش نابغه بود. ایشان به همراه آقایان کسایی و جلیل شهناز به واقع نابغه بودند. این بزرگان حکم عتیقه برای موسیقی ایران دارند؛ یعنی با گذشت زمان ارزششان بیشتر می‌شود.

## درگذشت
تاج اصفهانی در بامداد روز جمعه ۱۳ آذر ۱۳۶۰ در سن ۷۸ سالگی در منزل پدری به علت کهولت سن و چند نوع بیماری درگذشت. آرامگاه او در آرامگاه خانوادگی تاج اصفهانی در تکیه سیدالعراقین واقع در تخت فولاد اصفهان قرار دارد.